# Planeta Rica
Planeta Rica é um município da Colômbia, localizado no departamento de Córdoba.